# 歯周外科手術
歯周外科手術（ししゅうげかしゅじゅつ）とは歯周病に対する治療の一つ。歯周外科治療とも。歯周組織に行う手術のこと。通常、歯周基本治療が完了し、口腔衛生状態が良好で、歯の保存を求める患者に行う。

## 目的
歯周外科手術の目的としては、
1. 歯周ポケットの除去もしくは改善
2. 歯周組織の形態を修正することで、ブラッシング等の口腔清掃を容易にすること
3. スケーリング、ルートプレーニング時に根面への器具の到達性を容易にする
4. 破壊された歯周組織の再生を図ること

等により歯を保存させる事である。

## 禁忌
口腔内に炎症のある状態では出来ない。また、心疾患、腎疾患などの患者は禁忌である。

## 種類
- 歯周ポケット掻爬術
- 新付着術
- 歯肉切除術
- 歯肉整形術

- 歯肉剥離掻爬術(フラップ手術)
- 歯周組織再生療法
  - 組織再生誘導法
  - 骨再生誘導法
  - 歯槽堤造成
- 歯槽骨除去手術
  - 歯槽骨整形術
  - 歯槽骨切除術
- 骨移植術

- 歯肉歯槽粘膜形成術
  - 小帯切除術
  - 小帯切断術
  - 歯肉弁移動術
    - 歯肉弁根尖側移動術
    - 歯肉弁側方移動術
    - 歯肉弁歯冠側移動術

  - 口腔前庭拡張術
  - 口腔前庭開窓術
  - 口腔前庭形成術
  - 遊離歯肉移植術
  - 歯肉結合組織移植術

- 歯根切除術
- 歯根分割術
- 歯根分割抜去法
- トンネル形成術
- 歯冠形態修正
- 分岐部形態修正

等がある